# 梅野倖子
梅野 倖子（うめの ゆきこ、2003年1月8日 - ）は、日本の競歩選手。

## 経歴
福岡県立宗像高等学校、順天堂大学を経て、LOCOK所属。

## 成績

### 国際大会
- 2023年アジア陸上競技選手権大会 - 20km競歩 銅メダル
- 2023年世界陸上競技選手権大会 - 20km競歩 36位
- 2022年アジア競技大会（2023年） - 20km競歩 4位

### 国内大会
- 第108回日本陸上競技選手権大会 - 20km競歩 3位（2025年）
- 第109回日本陸上競技選手権大会 - 35km競歩 1位（2025年）